# فیلغریوس
فیلغریوس اپیروس (به یونانی: Φιλάγριος ὁ Ηπειρώτης؛ حیات قرن سوم پس از میلاد) یک نویسنده کتاب‌های پزشکی یونانی اهل اپیروس بود و در  تِسالونیکی زندگی کرده است. او پس از جالینوس و قبل از اوریباسیوس زندگی می‌کرده‌است بنابراین احتمال می‌رود حیات او در قرن سوم پس از میلاد باشد.
ابن سینا از او در کتاب قانون در طب بسیار یاد کرده‌است و نسخه‌هایی از او همراه با تأکید بر صحت آورده‌است. رازی نیز در حاوی نسخه های از او نقل کرده و بر آنها اعتماد نموده است.

## تالیفات
در سودا آمده است که او حدود ۷۰ جلد کتاب در زمینه پزشکی نوشته است، او رساله‌هایی درباره رژیم‌شناسی، نقرس، اسهال و هاری و همچنین شرحی بر نوشته های بقراط دارد. 
اما از این آثار تنها چند قطعه که توسط اوریباسیوس، آئتیوس آمیدا و دیگران حفظ شده است باقی مانده است. در کتاب واژگان سیریل از او در زمره برجسته ترین پزشکان نامبرده شده است.